# Спасо-Преображенская церковь (Воткинск)
Спасо-Преображенская церковь — храм Ижевской епархии Русской православной церкви в городе Воткинске в Удмуртии. Памятник архитектуры.

## История
В 1760 году в Воткинском заводе была сооружена деревянная церковь Димитрия Ростовского. В 1774 году она была сожжена в ходе восстания Пугачёва и 1775 году на её месте построена новая деревянная Димитриевская церковь. Не позднее 1818 года церковь разобрали в связи со строительством Благовещенского собора. В 1819 году церковь собрали на кладбище и в 1820 году освятили в честь Преображения Господня.
В 1820-х годах вместо старой деревянной церкви решили построить новую каменную. Проект нового храма разработал заводской архитектор Василий Никифорович Петенкин. К реализации проекта приступили в 1838 году. Постройка завершена в 1839 году. Построенное здание вопреки плану было ориентировано строго на восток и имело одноярусную колокольню. В конце XIX века храм планировали укрепить, расширить и утеплить. 9 сентября 1895 года утверждён проект реконструкции, составленный Иваном Аполлоновичем Чарушиным, но вскоре после начала работ были обнаружены трещины в арках купола, что вынудило отказаться от этих планов. В 1897 году храм был разобран, а на месте алтаря установлен поклонный крест.
6 августа 1897 года состоялась торжественная закладка нового храма. Проект здания разработал И. А. Чарушин, взяв за основу прежний проект реконструкции. Освящение храма состоялось 10 сентября 1900 года. Как и прежний он был приписным к Благовещенскому собору. В 1920—1930-х годах Преображенская церковь принадлежала «обновленцам». В советское время не закрывался и оставался единственным действующим храмом в городе.

## Архитектура
Храм построен в русско-византийском стиле. В плане представляет вытянутый крест размерами 41 на 19 метров. Ориентирован строго на восток. Размещение на перепаде высот вынудило соорудить высокое крыльцо и подклет храма. Внутри установлен трёхъярусный иконостас, не пострадавший в советское время. Росписи стен выполнены в 1952—1953 годах. В 1991—1996 годах по проекту Н. Л. Звирздыня с северной и северо-западной стороны сооружено здание из красного кирпича, в котором размещается административные и хозяйственные службы, воскресная школа, трапезная и крестильня.